# Liste der denkmalgeschützten Objekte in Alkoven (Oberösterreich)
Die Liste der denkmalgeschützten Objekte in Alkoven enthält die 10 denkmalgeschützten, unbeweglichen Objekte der Gemeinde Alkoven in Oberösterreich (Bezirk Eferding).

## Denkmäler
| Foto |                 | Denkmal                                                                 | Standort                                       | Beschreibung | Metadaten |
| ---- | --------------- | ----------------------------------------------------------------------- | ---------------------------------------------- | --- | --- |
| ja   | Datei hochladen | Kath. Pfarrkirche hl. Margarethe HERIS-ID: 8215 Objekt-ID: 4163         | Kirchenstraße Standort KG: Alkoven             | Der Bau ist eine spätgotische Staffelkirche die im 19. Jahrhundert stark umgestaltet wurde. | BDA-Hist.: Q23541600 Status: § 2a Stand der BDA-Liste: 2025-06-30 Name: Kath. Pfarrkirche hl. Margarethe GstNr.: .19 Saint Margaret church (Alkoven, Upper Austria) |
| ja   | Datei hochladen | Pfarrhof HERIS-ID: 52002 Objekt-ID: 57882                               | Kirchenstraße 21 Standort KG: Alkoven          | | BDA-Hist.: Q38048528 Status: § 2a Stand der BDA-Liste: 2025-06-30 Name: Pfarrhof GstNr.: .21/1                                                                      |
| ja   | Datei hochladen | spätrömisches Gräberfeld HERIS-ID: 88715 Objekt-ID: 103297              | südlich Metallbaustraße 1 Standort KG: Alkoven | | BDA-Hist.: Q37727387 Status: Bescheid Stand der BDA-Liste: 2025-06-30 Name: spätrömisches Gräberfeld GstNr.: 1504/18                                                |
| ja   | Datei hochladen | Herz-Jesu-Kapelle, Pichlmayr-Kapelle HERIS-ID: 8216 Objekt-ID: 4165     | bei Schulstraße 6 Standort KG: Alkoven         | Die Kapelle und der Altar, beide im neugotischen Stil, wurden 1873 errichtet. | BDA-Hist.: Q37998535 Status: Bescheid Stand der BDA-Liste: 2025-06-30 Name: Herz-Jesu-Kapelle, Pichlmayr-Kapelle GstNr.: .187                                       |
| ja   | Datei hochladen | Kath. Filialkirche hl. Anna HERIS-ID: 8217 Objekt-ID: 4166              | bei Annaberg 3 Standort KG: Annaberg           | | BDA-Hist.: Q37998545 Status: § 2a Stand der BDA-Liste: 2025-06-30 Name: Kath. Filialkirche hl. Anna GstNr.: .6 Saint Anna church Annaberg (Alkoven, Upper Austria)  |
| ja   | Datei hochladen | Mesner-Häusl HERIS-ID: 11442 Objekt-ID: 7542                            | südlich Annaberg 7 Standort KG: Annaberg       | | BDA-Hist.: Q38101318 Status: § 2a Stand der BDA-Liste: 2025-06-30 Name: Mesner-Häusl GstNr.: .7                                                                     |
| ja   | Datei hochladen | Schloss Hartheim samt Wirtschaftsgebäude HERIS-ID: 8219 Objekt-ID: 4168 | Schloßstraße 1 Standort KG: Hartheim           | Das Renaissanceschloss in Hartheim ging im 16. Jahrhundert aus dem vollständigen Umbau einer mittelalterlichen Burg hervor. 1940 bis 1944 war darin eine nationalsozialistische Tötungsanstalt untergebracht. | BDA-Hist.: Q697086 Status: Bescheid Stand der BDA-Liste: 2025-06-30 Name: Schloss Hartheim samt Wirtschaftsgebäude GstNr.: 450 Schloss Hartheim                     |
| ja   | Datei hochladen | Sog. Backstöckl beim Heitzingerhof HERIS-ID: 8220 Objekt-ID: 4169       | Schloßstraße 4 Standort KG: Hartheim           | | BDA-Hist.: Q37998720 Status: Bescheid Stand der BDA-Liste: 2025-06-30 Name: Sog. Backstöckl beim Heitzingerhof GstNr.: 384/6                                        |
| BW   | Datei hochladen | Sog. Backstöckl beim Jungraithmayrhof HERIS-ID: 8221 Objekt-ID: 4170    | Puchham 20 Standort KG: Puchham                | | BDA-Hist.: Q37998780 Status: Bescheid Stand der BDA-Liste: 2025-06-30 Name: Sog. Backstöckl beim Jungraithmayrhof GstNr.: .42                                       |
| ja   | Datei hochladen | Bauernkriegsdenkmal HERIS-ID: 8218 Objekt-ID: 4167                      | südlich Straß 32 Standort KG: Straß            | Im Zuge des Oberösterreichischen Bauernkriegs kam es am 9. November 1626 im Emlinger Holz zu einer Schlacht zwischen den bayerischen Truppen unter General Pappenheim mit zusammen 8000 Mann und 8500 Bauern. Auf beiden Seiten verloren etwa 3000 Menschen ihr Leben, die Bauern die Schlacht. Das Denkmal ist als altgermanische Thingstätte gestaltet. | BDA-Hist.: Q37998583 Status: Bescheid Stand der BDA-Liste: 2025-06-30 Name: Bauernkriegsdenkmal GstNr.: 1064                                                        |